# 永遠に微笑む
『永遠に微笑む』（とわにほほえむ、原題：英語: Smilin' Through）は、1932年に製作・公開されたアメリカ合衆国の映画である。

## 概要
シドニー・フランクリンが監督し、ノーマ・シアラー、フレドリック・マーチ、レスリー・ハワードが主演した。ジェーン・カウル、ジェーン・マーフィン共著の戯曲（1919年ニューヨーク初演）の映画化作品である。
1922年にフランクリン監督、ノーマ・タルマッジ主演で映画化されており（邦題『久遠の微笑』）、この後1941年にフランク・ボーゼイジ監督、ジャネット・マクドナルド主演で再映画化されている。

## キャスト
- キャスリーン／ムーニーン：ノーマ・シアラー
- ケネス／ジェレミー・ウェイン：フレドリック・マーチ
- ジョン・カートレット：レスリー・ハワード
- オーウェン：O・P・ヘギー
- ウィリー・エインリー：ラルフ・フォーブス

## スタッフ
- 監督：シドニー・フランクリン
- 製作：アーヴィング・タルバーグ、アルバート・リューイン
- 脚本：エルネスト・ヴァイダ、クローディン・ウェスト、ジェームズ・B・フェイガン、ドナルド・オグデン・ステュアート
- 音楽：ウィリアム・アクスト
- 撮影：リー・ガームズ
- 編集：マーガレット・ブース
- 美術：セドリック・ギボンズ
- 衣裳：エイドリアン
- 録音：ダグラス・シアラー

## アカデミー賞ノミネーション
- 作品賞

## 注
1. 1 2  MGM Feature film Ledger, 1928-47 (Economic Effects of Vertical Disintegration: The American Motion Picture Industry, 1945 to 1955)
2. ↑  The Eddie Mannix Ledger, Los Angeles: Margaret Herrick Library, Center for Motion Picture Study.